# Tundra de las penínsulas de Yamal y Guida
La tundra de las penínsulas de Yamal y Guida es una ecorregión de la ecozona paleártica, definida por WWF, que se extiende por el norte de Siberia Occidental, en Rusia.

## Descripción
Es una ecorregión de tundra que ocupa 412.100 kilómetros cuadrados en el norte de Siberia Occidental, en las penínsulas de Yamal y Guida, entre los montes Urales al oeste y el río Yeniséi al este.

## Estado de conservación
Vulnerable.